# Chanithus xiphias
Chanithus xiphias är en insektsart som först beskrevs av Puton 1884.  Chanithus xiphias ingår i släktet Chanithus och familjen Dictyopharidae. Inga underarter finns listade i Catalogue of Life.